# Papirologia
Papirologia (do grego πάπυρος, papyros, e λόγος, logos) é o estudo dos antigos papiros, principalmente de origens egípcia, grega e romana, que eram fabricados a partir da extração da polpa da planta do papiro, onde os escritos eram feitos com tinta e cálamo, feito de junco. Os papiros se deterioram rapidamente e os últimos que chegaram até a época atual datam do século X.